# Cirrus Logic
Cirrus Logic Inc. — американская бесфабричная компания электронной промышленности, специализирующаяся на аналоговых и цифро-аналоговых микросхемах (ИС, также СнК) обработки аудио- и видеосигналов.
Аудиопроцессоры и аудиоконвертеры компании используются в аудио- и потребительских развлекательных продуктах, включая смартфоны, планшеты, цифровые гарнитуры, автомобильные развлекательные системы, ресиверы для домашнего кинотеатра и приложения для умного дома, также в умных колонках.
У компании более 3200 клиентов, включая Sony, Apple, Harman International, Onkyo, Marantz, Panasonic, Pioneer, LG, Lenovo, Samsung, Motorola, SiriusXM, Ford, Itron и Vizio.
Учёный и венчурный инвестор индийского происхождения Сухас Патил в 1981 году основал в Солт-Лейк-Сити свою компанию; переехав в 1984 году в Кремниевую долину, он принял название «Cirrus Logic».
С 1998 года штаб-квартира компании находится в Остине, штат Техас.
Представительства компании расположены в Великобритании, Китае, Южной Корее, Сингапуре, Тайване и Японии.
Cirrus Logic имеет более 3900 выданных и находящихся на рассмотрении патентов.

## История
Сухас Патил (Suhas Patil, род. 1944), учёный и венчурный инвестор индийского происхождения, в 1981 году в Солт-Лейк-Сити (штат Юта) основал кампанию под названием «Patil Systems, Inc.».
В 1983 году компания была реорганизована Патилом, Камраном Элахяном и венчурным капиталистом Фредом Наземом (чья фирма «Назем и компания» ( Nazem and Company) предоставила компании первый/стартовый раунд финансирования).
Позже компания была переименована в Cirrus Logic, когда в 1984 году переехала в Кремниевую долину, чтобы сосредоточиться на решениях для растущего рынка компонентов для ПК.
Майкл Хакворт был назначен президентом и главным исполнительным директором в январе 1985 года и занимал должность генерального директора до февраля 1999 года.
В 1989 году компания присоединилась к листингу рынка NASDAQ (символ: CRUS).
В 1991 году Cirrus Logic приобрела компанию Crystal Semiconductor, поставщика интегральных схем преобразователей аналоговых и смешанных сигналов.
В начале 1990-х годов Cirrus Logic стала поставщиком графических контроллеров для ПК, аудиоконвертеров и микросхем для магнитных запоминающих устройств (на 1994 год было всего три бесфабричных компании — Cirrus Logic, Adaptec и Xilinx, с доходом чуть выше 250 млн долл.).
Lexar Media, как самостоятельная компания, была создана в 1996 году, путём выделения структурного подразделения Cirrus Logic, основателями компании стали Петро Эстахри и Майк Ассар.
Дэвид Д. Френч (David D. French) присоединился к Cirrus Logic, Inc. в качестве президента и главного операционного директора в июне 1998 года и был назначен главным исполнительным директором в феврале 1999 года. Вскоре после присоединения к компании, благодаря стратегии приобретений, Френч превратил компанию в ведущего поставщика высокопроизводительных микросхем аналоговой и цифровой обработки для потребительских электроники развлечений. Вскоре после этого к нему присоединился М. Юсуф Палла (M. Yousuf Palla) в качестве вице-президента по операциям и производству, что ещё больше способствовало успеху компании.
После смены фокуса, в начале 1999 года Cirrus Logic выделила свое подразделение PC Modem, под названием Ambient Technologies.
В апреле 2000 года компания объявила, что завершила переезд своей штаб-квартиры в Остин, штат Техас.
2000 г. — разработка однокристальных декодеров A/V. В 2002 году разработаны микросхемы CS98200 и EP7312 (на базе ARM), самые высокопроизводительные на тот период.
Cirrus Logic в 2003 году была одним из пионеров видеозаписи с применением MPEG-сжатия, что позволяло массово производить недорогие записывающие DVD-устройства.
В июне 2005 года Cirrus Logic продала свое подразделения видеотехнологий инвестиционной фирме, создав частную компанию Magnum Semiconductor.
В том же году заключён контракт с Gibson Guitar Corp. на поставку цифровых аудиорешений новейшего поколения.
В 2001 году из-за массово выходившей из строя микросхемы контроллера Cirrus Logic (некачественный флюс приводил к коррозии паек) Fujitsu покинула массовый рынок настольных накопителей.
После того, как Френч ушёл в отставку в марте 2007 года, Джейсон Роуд, бывший вице-президент и генеральный менеджер подразделения Cirrus Mixed-Signal Audio, в мае 2007 года был назначен президентом и генеральным директором.

В 2012 г. компания продает группе инвесторов свою линейку гибридных продуктов в Тусоне (штат Аризона), создав Apex Microtechnology (силовые компоненты для индустриальной и аэрокосмической электроники) вновь, как отдельную компанию.
В 2014 году Cirrus Logic приобретает британскую компанию Wolfson Microelectronics (известного производителя ЦАПов, основана в 1984 году) примерно за 467 миллионов долларов.
В 2021 году Cirrus Logic приобрела Lion Semiconductor за 335 миллионов долларов.
В ближайшие перспективы Cirrus Logic входит дальнейшее расширение дилерской сети и присутствия на рынке приборов контроля потребления энергии.

## Продукция
- Сигнальные процессоры (DSP), оптимизированные для использования в аудиоустройствах (напр., ресиверах)[7] и кодеки (напр., для модемов),
- Цифро-аналоговые (ЦАП) и аналого-цифровые (АЦП) преобразователи[8][9] (применяются и в платах видеозахвата);
- микроконтроллеры с ядром ARM[10]
- микроконтроллеры для систем электроснабжения, в том числе управления инверторами солнечных панелей.
- линейные и ШИМ-усилители.

### Графические контроллеры и процессоры
В начале 1990-х годов Cirrus Logic была поставщиком недорогих видеоконтроллеров для ПК. Ускорители 2D GUI (GDI) Microsoft Windows от Cirrus были одними из самых быстрых в бюджетном сегменте рынка, превосходя по производительности конкурирующие VGA-чипы от Oak Technologies, Trident Microsystems и Paradise (Western Digital). Например, Cirrus GD5422 (1992) поддерживали аппаратное ускорение как для 8-битного, так и для 16-битного цвета; это был один из самых дешёвых контроллеров SVGA, поддерживающий оба типа.
К середине 1990-х годов, когда ПК перешли на шину PCI, Cirrus отстала от S3 и Trident Microsystems.
Настольные:
- CL-GD410 + CL-GD420 — ISA SVGA чипсет, использовался компанией Video Seven[англ.] в Vega VGA (первой VGA-совместимой карте) (1987)[11]
- CL-GD510 + CL-GD520 — ISA SVGA «Eagle II» чипсет; известный как 100 % CGA-эмулятор (1988)
- CL-GD5320 — ISA SVGA чипсет (1990)
- CL-GD5401 — ISA SVGA чипсет, также известен как Acumos VGA (AVGA1)
- CL-GD5402 — ISA SVGA чипсет, также известен как Acumos VGA (AVGA2)
- CL-GD5410 — ISA SVGA чипсет, для карт среднего (low-to-mid-end) класса и видеоускорителей на DRAM, также для некоторых ноутбуков. Известен интеграцией компонентов видеокарты в один чип (встроенный RAMDAC и тактовый генератор) на ранней стадии. (1991)[12]
- CL-GD5420 — ISA SVGA чип высокой интеграции (15 bit RAMDAC + PLL), 1 MB
- CL-GD5421 — ISA SVGA чип высокой интеграции (15/16 bit RAMDAC + PLL), 1 MB
  - CL-GD5422 — улучшенная версия CL-GD5420 (32-bit интерфейс памяти, 15/16/24 bit RAMDAC. Предлагается видеокарта ISA с этим набором микросхем, с макс. 1280×1024 interlaced[13].
- CL-GD5424 — VLB-версия CL-GD5422, но в некоторых отношениях напоминает CL-GD5426
- CL-GD5425 — TrueColor VGA-контроллер с ТВ-выходом
- CL-GD5426 — получил аппаратный движок BitBLT[англ.][14], шины ISA и VLB и до 2 MB памяти
  - CL-GD5428 — улучшенная версия CL-GD5426, ускорен BitBLT
  - CL-GD5429 — улучшенная версия CL-GD5428; поддерживает более высокую частоту видеопамяти и имеет ввод-вывод через порты (memory-mapped I/O)
- CL-GD5430 — схож с CL-GD5429, но с ядром от CL-GD543x (32-битная шина)
- CL-GD546x (семейство Laguna VisualMedia) — 2D-, 3D-видеопроцессоры и видеоускоритель; модели '64 и '65 — имели 3D-ускоритель (PCI, AGP) и использовали одноканальную память RDRAM (полоса до 600 MB/с); '62 — не имеет 3D-ускорителя. Все включали движок BitBLT, видео-окна и 64×64 аппаратный курсор. Эти видеопроцессоры использовались, в частности, в серии Creative Graphics Blaster MA3xx.

Cirrus Logic внедрила поддержку RDRAM от Rambus в свой графический чип Laguna (благодаря высокой пропускной способности RDRAM обеспечивала потенциально более быстрый пользовательский интерфейс, чем конкурирующая технология DRAM) в двух моделях семейства: 5462 (только 2D) и 5464 (2D с 3D-ускорением), обе имели 2 МБ памяти и использовали шину PCI.
Модель GD5465 имела расширенную, до 4 МБ, память типа RDRAM, поддержку  и использовала более быстрый порт AGP.
Эти последние графические чипы компании, серия 3D-ускорителей PCI/AGP GD546x «Laguna», были новаторскими, поскольку были одной из немногих видеокарт, использующих Rambus RDRAM. Запатентованное использование тайловой памяти в чипах GD546x до сих пор используется почти всеми графическими процессорами. Однако, как и многие другие 2D- и 3D-чипы того времени, были ограничены доступными в то время технологиями, набор функций наложения текстур с корректной перспективой, билинейной фильтрации, однопроходного освещения, затенения по Гуро и альфа-смешивания был ограниченным и неполноценным, по сравнению со следующим поколением 3D-чипов. В то время семейство GD546x было ограничено возможностями процессора, который не могл передать ему достаточное количество треугольников, что было настоящим препятствием для производительности. При этом, первичная вычислительная мощность GD546x составляла почти 2,5 миллиона треугольников по 25 пикселей в секунду, что намного быстрее, чем у конкурентов.
Когда пришла и прошла объявленная дата выпуска GD5470 «Mondello», репутация Cirrus в области графики для настольных ПК пошатнулась
Разрабатываемый ещё ранее, чип Mondello отошёл на второй план после GD5464, который был близок к завершению и оказался гораздо более быстрым, при использовании RDRAM от Rambus (из-за этого «Mondello» так и не стартовал).
- CL-GD5480 — 64-bit Alpine accelerator со 100 МГц SGRAM[16]

Когда Intel объявила, что выходит на рынок 3D со своей i740 — Cirrus Logic покинула рынок, который на тот момент стоил Cirrus Logic 500 миллионов долларов в год (при этом Intel в течение многих лет не могла догнать уровня конкурентов по производительности, i740 не имел широкого распространения и не получил ни одного крупного проекта).
Мобильные:
- CL-GD610 + 620 (1989)[17]
- CL-GD6420 / 6440 — применялась в ноутбуках; схож со старыми чипами Cirrus (5410/AVGA2)
- CL-GD6205 / 6215 / 6225 / 6235 — совместима с CL-GD5420
- CL-GD7541 / 7542 / 7543 / 7548 — совместима с CL-GD5428/3x

Графические карты Cirrus Logic эмулируются в эмуляторах: и QEMU и Bochs эмулируют VGA-карту Cirrus CLGD 5446 PCI, при этом Bochs дополнительно эмулирует карту CL-GD5430 ISA.